# 大分県立中津南高等学校耶馬渓校
大分県立中津南高等学校耶馬渓校（おおいたけんりつ なかつみなみこうとうがっこう やばけいこう）は、大分県中津市耶馬溪町にある県立の全日制高等学校で、大分県立中津南高等学校の分校である。

## 設置学科
- 全日制課程　普通科

## 沿革
- 1948年（昭和23年）10月 - 大分県立中津第一高等学校の分校として設立。
- 1965年（昭和40年）4月 - 独立して大分県立耶馬渓高等学校となる。
- 2007年（平成19年）4月 - 大分県立中津南高等学校に分校として統合され、大分県立中津南高等学校耶馬渓校となる。

## 所在地
- 大分県中津市耶馬溪町大字戸原1650-3

北緯33度28分3秒 東経131度8分5.2秒 / 北緯33.46750度 東経131.134778度